# Hawley (Teksas)
Hawley je grad u američkoj saveznoj državi Teksas. Prema popisu stanovništva iz 2010. u njemu je živjelo 634 stanovnika.